# Seminario arcivescovile di Napoli
Il seminario arcivescovile di Napoli è il seminario diocesano dell'arcidiocesi di Napoli.
L'edificio si trova a Napoli, nella zona di Capodimonte, in viale Colli Aminei n.3.
Attualmente ospita entrambi i seminari arcivescovili dell'arcidiocesi di Napoli: il seminario maggiore, intitolato al card. Alessio Ascalesi, e il seminario minore, intitolato a papa Paolo VI.
Sul territorio napoletano, inoltre, esiste anche un altro seminario, affidato ai padri gesuiti: il pontificio seminario interregionale campano, con sede a Posillipo.

## Storia del seminario

### La prima sede
Quando la questione della formazione dei chierici fu discussa al concilio di Trento, nel Regno di Napoli i seminari vennero eretti quasi subito nella maggior parte delle diocesi. L'arcidiocesi di Napoli ebbe il suo seminario il 1º gennaio 1568 per volontà dell'arcivescovo Mario Carafa: tale seminario fu realizzato nei pressi della chiesa cattedrale e intitolato al protovescovo di Napoli Sant'Aspreno. L'edificio (sede dell'episcopio nel XV sec.), che ben rispondeva ai requisiti imposti dal Concilio per la costruzione dei seminari, fu acquistato dal Carafa per seimila ducati e giudicato da papa Pio V bene fundatum [...] iuxta decreta Sacri Concilii Tridentini. La direzione del seminario, per volontà del Carafa, voleva essere data ai gesuiti, che avevano dato già buona prova delle loro capacità educative nei seminari di Roma e Milano; tuttavia il Provinciale di Napoli della Compagnia, padre Alfonso Salméron, rifiutò tale incarico per non inimicasi il clero napoletano. Primo rettore del seminario fu il suddiacono Giovanni Antonio Rotondo.
Con la morte dell'arcivescovo Mario Carafa nel 1576, il seminario attraversò un periodo di decadenza a causa della perdita del suo illustre promotore. La rinascita si ebbe sul finire del Seicento con il l'arcivescovo Innico Caracciolo, il quale fu fautore di un rinnovamento pastorale in tutta l'arcidiocesi. La formazione dei chierici fu dunque affidata al canonico Michelangelo Cotignola (futuro vescovo di Ischia) e a don Gennaro Crispino, autore di vari scritti di carattere pastorale e giuridico; sotto la loro guida il seminario divenne il centro propulsore di studi non solo teologici, ma anche umanistici.

### La sede attuale
La costruzione della nuova sede venne suggerita dal cardinale Alfredo Ildefonso Schuster, in visita a Napoli, in quanto la vecchia struttura era ormai diventata angusta e non più rispondente alle esigenze formative dei seminaristi. Il progetto di costruzione fu affidato all'ingegnere Tirone che, nel realizzarlo, si ispirò al palazzo reale e, su suggerimento di papa Pio XI, fu realizzato un ampio terrazzo ad emiciclo che offre un bel panorama sulla città e il golfo di Napoli; i lavori iniziarono nel 1930. Il nuovo seminario fu inaugurato il 24 giugno 1934 dal cardinale Alessio Ascalesi, arcivescovo di Napoli.
Lavori di restauro e ampliamento furono eseguiti negli anni cinquanta e nel 1969: in questo stesso anno la Pontificia Facultas Theologica apud Majus Seminarium fu distaccata da quest'ultimo e fusa con la Pontificia Facultas Theologica Sancti Aloisii ad Pausilypum della Compagnia di Gesù a costituire la Pontificia facoltà teologica dell'Italia Meridionale. Dopo il terremoto dell'Irpinia del 1980, diverse opere d'arte provenienti da chiese crollate o lesionate, furono messe al sicuro nel seminario: in particolare vi furono collocate tre statue rinascimentali di Girolamo Santacroce (nella cappella maggiore), due tele settecentesche di Antonio Sarnelli e un ciclo pittorico sulla vita di Mosè.
Il 29 giugno 1985 il seminario fu intitolato, dall'allora arcivescovo di Napoli Corrado Ursi, al cardinale Alessio Ascalesi, quale fondatore della nuova sede.
Dal 2003, per volere dell'arcivescovo Michele Giordano, l'edificio è anche sede del seminario minore, precedentemente ubicato presso Villa Bozzi ai Ponti Rossi, e il rettore del seminario maggiore è stato nominato anche rettore del minore.

## Rettori

### Rettori del maggiore
- Pasquale Pizza (1934-1935)
- Ermanno Malinconico (1935-1937)
- Gaetano De Cicco (1937-1939)
- Gioacchino Brandi (1939-1940)
- Luigi D'Aquino (1940-1949)
- Antonio Fevola (1949-1953)
- Giovanni Bandino (1953-1958)
- Ciriaco Scanzillo (1959-1966)
- Nicola Lopreiato (1966-1967)
- Luigi Diligenza (1967-1978)
- Agostino Vallini (1978-1987)
- Filippo Luciani (1987-1996)
- Raffaele Galdiero (1996-2007)
- Antonio Serra (2007-2014)
- Salvatore Angerami (2014-2019)
- Michele Autuoro (2019-2022)
- Francesco Maria Cerqua (dal 2022, in carica)

### Rettori del minore
- Paolo Vinaccia (1967-1970)
- Rosario Palazzeschi (1970-1975)
- Filippo Strofaldi (1975-1982)
- Luigi Tabasco (1982-1983)
- Lucio Lemmo (1983-1995)
- Nicola Longobardo (1995-2003)

Dal 2003 il rettore del seminario maggiore è anche rettore del minore.